# Howard Darrin

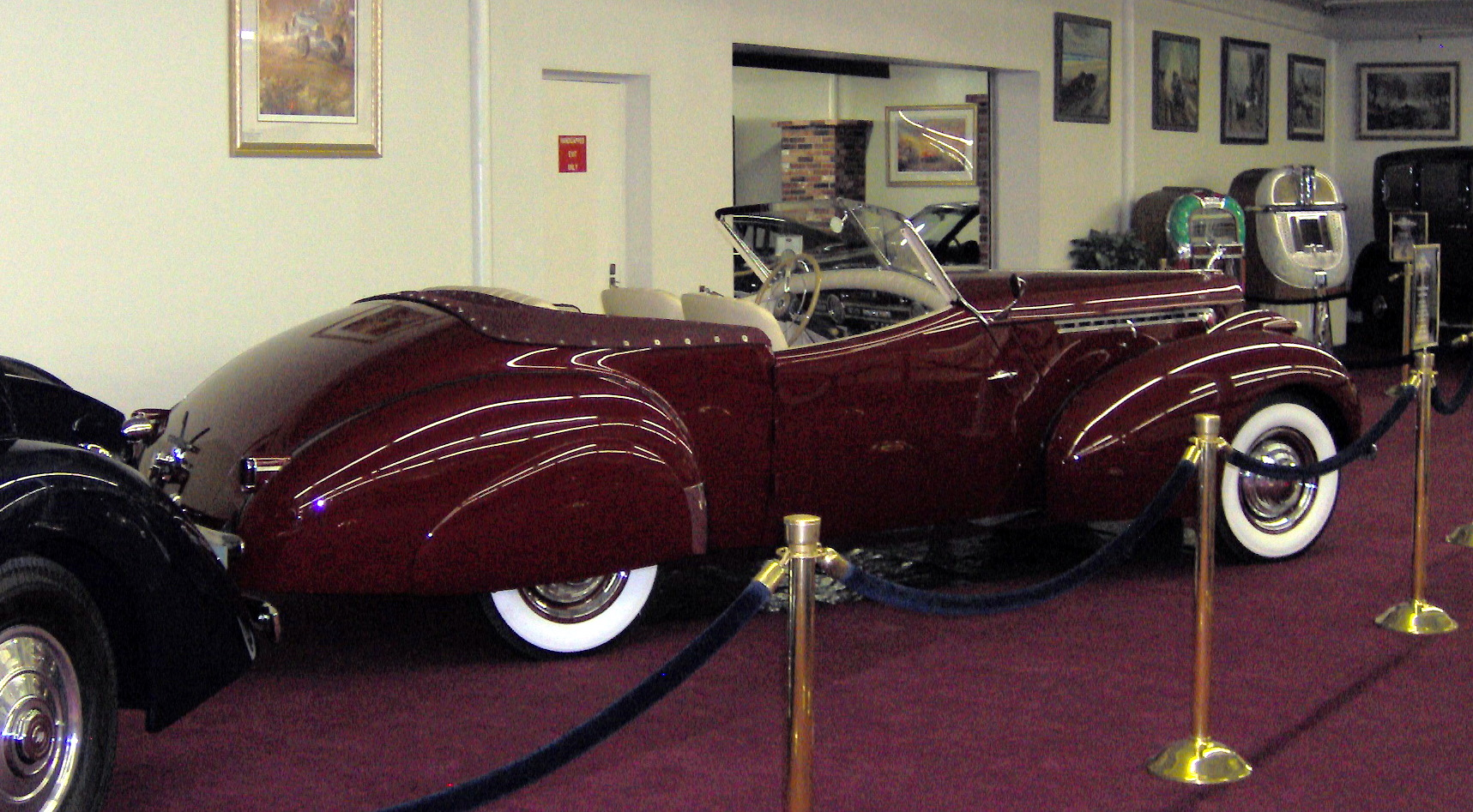
Packard 1940 med Darrin-kaross.

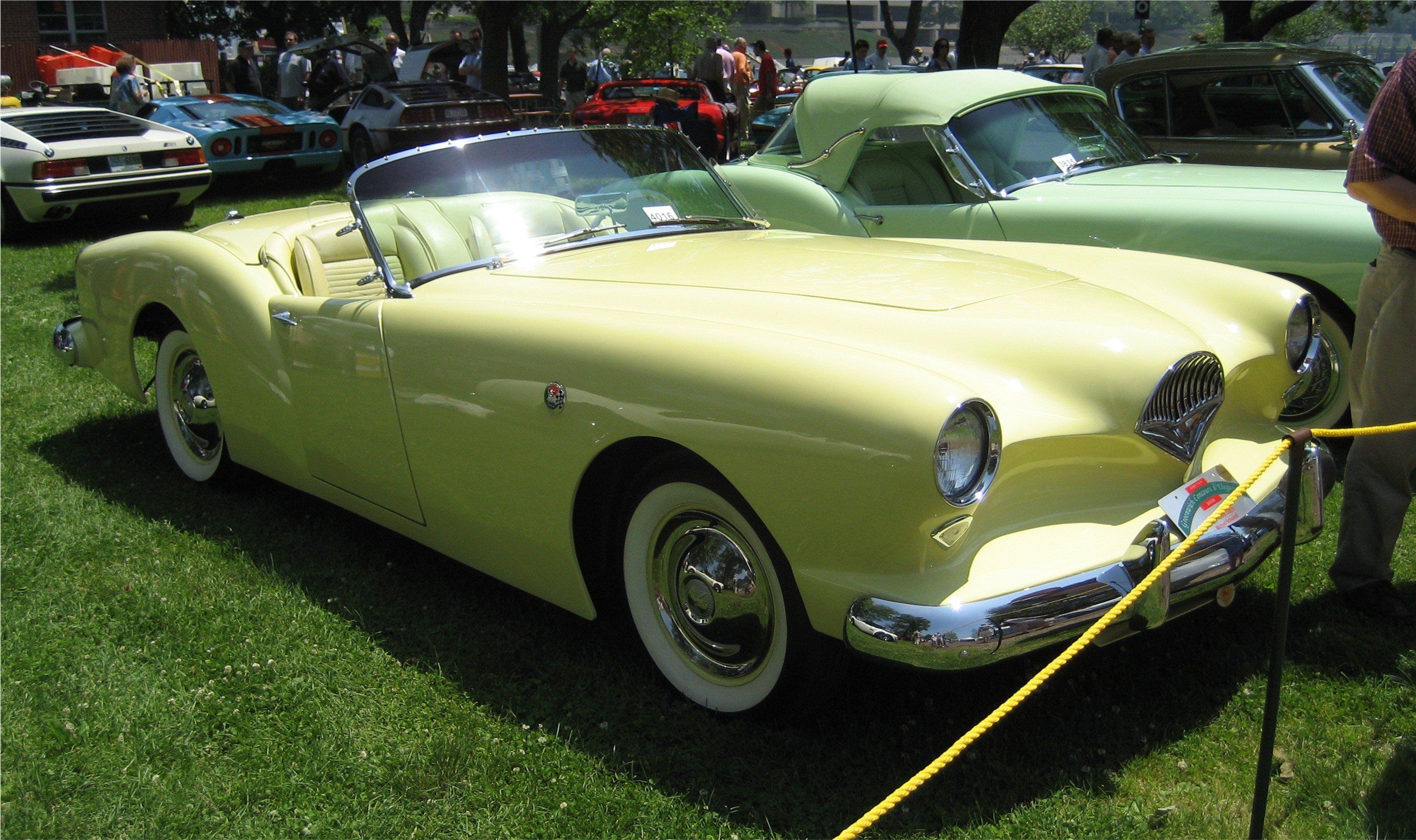
Kaiser-Darrin

Howard "Dutch" Darrin (1897 - 1982) var en amerikansk bildesigner, med holländska rötter (därav smeknamnet "Dutch").
Howard Darrin hade arbetat i familjens företag för elektrisk utrustning i New Jersey, innan han reste till Paris i mitten av 1920-talet för att bygga karosser tillsammans med Thomas Hibbard i företaget Hibbard & Darrin. Firman hade många kunder bland den amerikanska kontingenten i Paris. Sedan Hibbard återvänt till USA 1931 drev Darrin verksamheten vidare tillsammans med sin sydamerikanske finansiär under namnet Fernandez & Darrin.
1937 återvände Darrin till USA och öppnade Darrin of Paris i Los Angeles som byggde bilar åt tidens Hollywood-stjärnor, främst på Packard-chassin.
Efter andra världskriget drev Darrin sin egen konsultfirma. Han arbetade bland annat åt Kaiser och ritade sportbilen Kaiser-Darrin.